# Adrian Gouffier de Boissy
Adrien Gouffier de Boisy (ur. ok. 1479, zm. 24 lipca 1523 w Villedieu-sur-Indre) – francuski kardynał.

## Życiorys
Urodził się około 1479 roku, jako syn Guillaume’a de Boissy i jego drugiej żony Philippe. W młodości został protonotariuszem apostolskim, a także ojcem nieślubnej córki Marguerite. 15 kwietnia 1510 roku został wybrany biskupem Coutances, a 2 czerwca przyjął sakrę. 14 grudnia 1514 roku został kreowany kardynałem prezbiterem i otrzymał kościół tytularny SS. Marcellino e Pietro. Rok później został jałmużnikiem francuskim, a w okresie 1519–1520 był legatem we Francji. W 1519 roku zrezygnował z zarządzania diecezją i został administratorem apostolskim Albi. Zmarł 24 lipca 1523 roku w Villedieu-sur-Indre.